# اقتراح فرعي
الاقتراح الفرعي في الإجراء البرلماني نمط من المسألة البرلمانية الذي يتناولها المجلس المجتمع مع مسألة رئيسية قبل (أو بدلاً عن) التصويت على المسألة الرئيسية نفسها.
.

## تفسير الاقتراح الفرعي
يمكن لاقتراح فرعي أن يطبق على اقتراح فرعي آخر أو على اقتراحات عارضة (طلبات أو استجوابات) أو اقتراحات رئيسية

### قواعد روبرت المنقحة
تصف قواعد روبرت المنقحة سبع اقتراحات فرعية، وهي بالترتيب التصاعدي
1. تأجيل غير محدد—إنهاء اعتبار الاقتراح الأساسي دون التصويت عليه وذلك للحفاظ على التوازن في الجلسة.
2. تعديل الاقتراح—لتغيير الاقتراح الرئيسي، ويصلح لتغيير غيره من الاقتراحات
3. الإحالة للجنة—تحويل الاقتراح الرئيسي أو غيره إلى لجنة للدراسة.
4. تأجيل لوقت محدد لتأجيل دراسة الاقتراح الرئيسي أو غيره إلى وقت محدد.
5. تحديد أو مد المناقشة—تغيير عدد وطول الكلمات التي تم تحديدها.
6. غلق باب المناقشة—لغلق باب المناقشة وإلغاء أي تعديلات لاحقة والتصويت فوراً على الاقتراح (يمكن أن يطبق على أي اقتراح أو سلسلة اقتراحات على الجدول.
7. وضع الاقتراح على الجدول تعليق النظر بالاقتراح الرئيسي أو غيره لإفساح المجال أمام أمور طارئة أهم.

الاقتراحا 1 و 2 و 3 و 4 يمكن مناقشتها وتتطلب تصويت بالأغلبية ليتم اعتمادها، أما الاقتراح 5 و 6 فهي غير غير قابلة للنقاش وتحتاج تصويت ثلثي الأعضاء ليتم تبنيها، والاقتراح السابع غير قابل للنقاش ويتطلب تصويت بالأغلبية ليتم تنفيذه، وكل اقتراح فرعي يعتبر أعلى من الاقتراح الأساسي وأقل من الاقتراح الأساسي privileged motion وهذا يؤدي لاقتراحات عارضة مقبولة.

### القواعد المعيارية للإجراء البرلماني
تختلف القواعد المعيارية للإجراء البرلماني بما يلي:
- يحذف الاقتراح المطلوب تأجيله لفترة غير محددة، ويستعمل بدلاً منه وضع الاقتراح على الجدول أو التأجيل لوقت محدد وهو أمر ممنوع حسب قواعد روبرت ولكنه متبع في كثير من المنظمات .[3]
- يعتبر الاقتراح لغلق باب المناقشة بلفظه القديم (المسألة السابقة) غير عصري ومصطلح مربك ولذلك يعتمد غلق باب المناقشة.[4]
- اقتراح وضع الاقتراح على الجدول يسمى الاقتراح المؤجل مؤقتاً ويمكن بخلاف قواعد روبرت استخدامه لوأد الاقتراح دون تصويت وحتى دون مناقشة ولكن في هذه الحالة تحتاج تصويت أغلبية الثلثين